# Eurázsiai
Az eurázsiai (eurasier) egy német kutyafajta.

## Történet
Kialakulása az 1940-es évekre tehető. Kialakulása a német Julius Wipfel von Weinheim nevéhez fűződik. Vérvonalában csau-csau, farkasspicc és szamojéd spicc szerepel. A német Kennel Klub az 1960-as években jegyezték be a fajtát. 

## Külleme
Marmagassága 48-60 centiméter, tömege 18-32 kilogramm. Pompás, dús szőrzetének köszönhetően vonzó küllemű, középtermetű eb. Szőre közepesen hosszú, így testarányai jól kivehetőek. A spiccek fajtacsoportjának egyik legújabb képviselője.

## Jelleme
Természete önálló és éber. Érzékenysége miatt gyengéd bánásmódot igényel. 

## Képgaléria

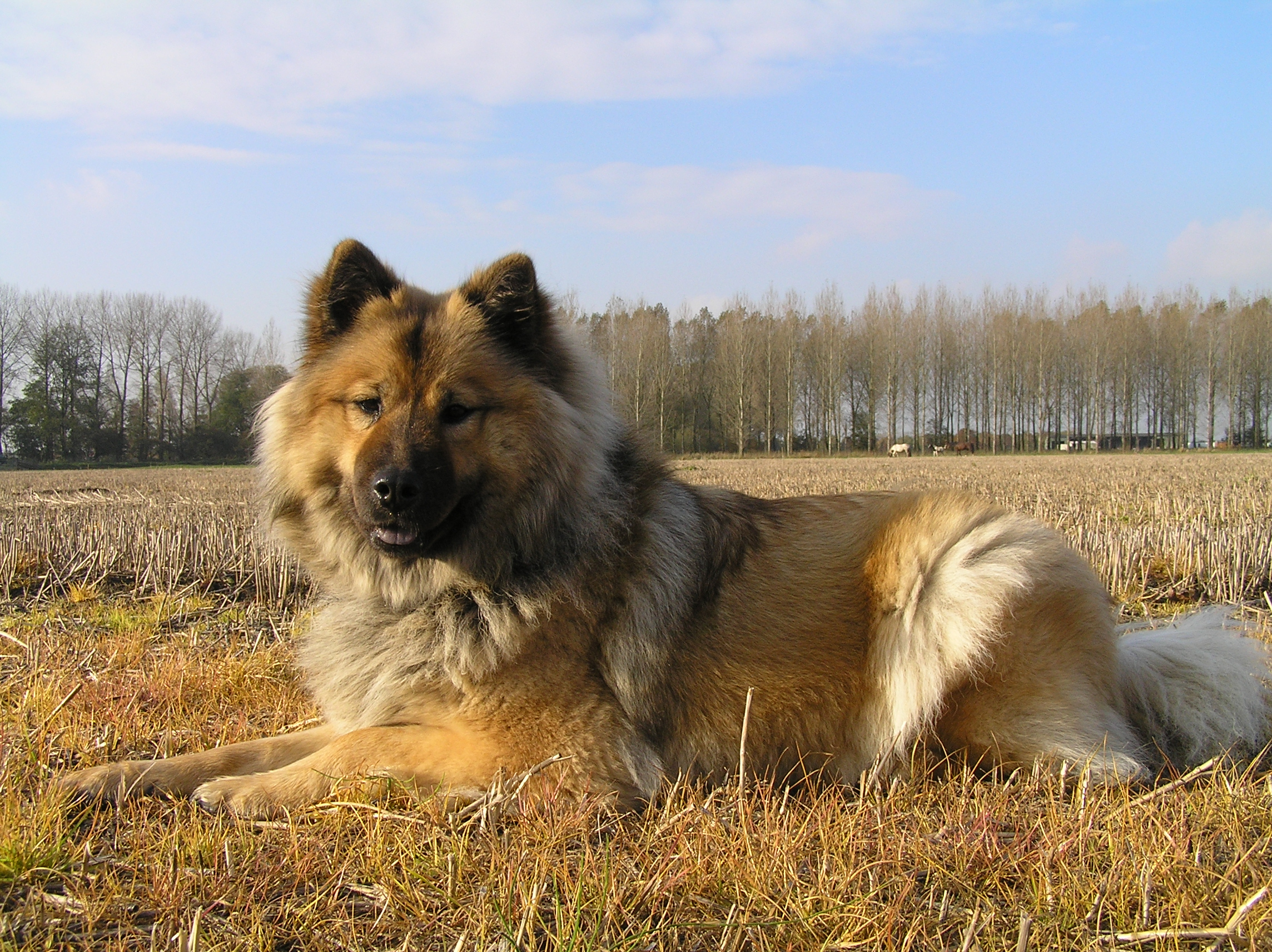
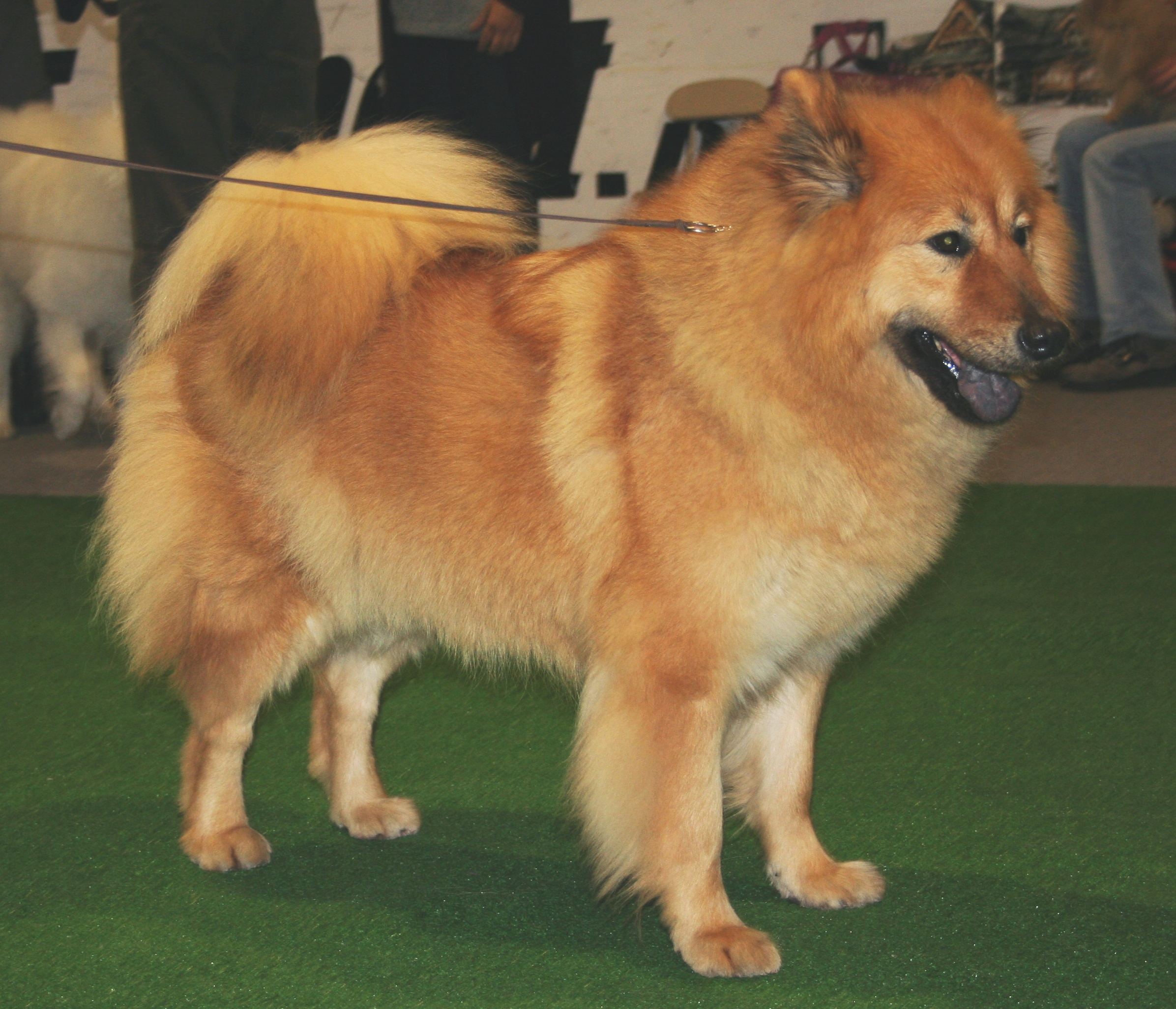
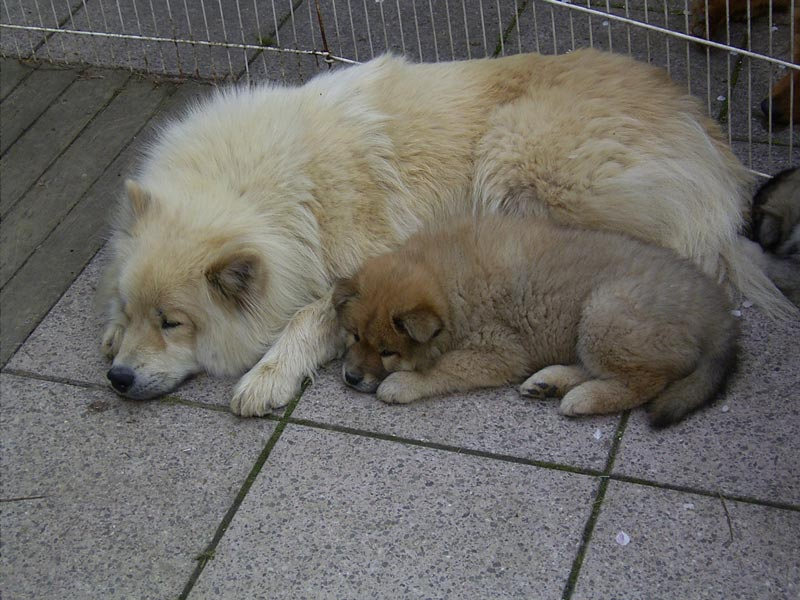
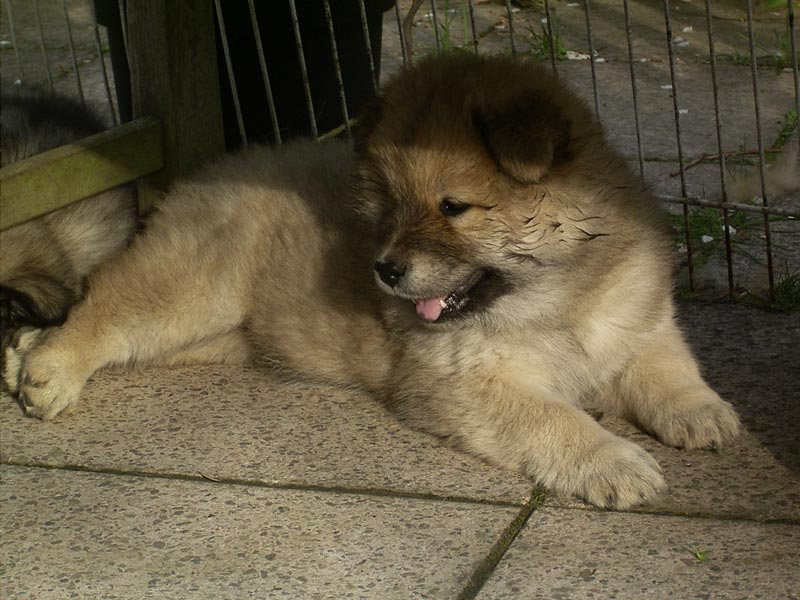
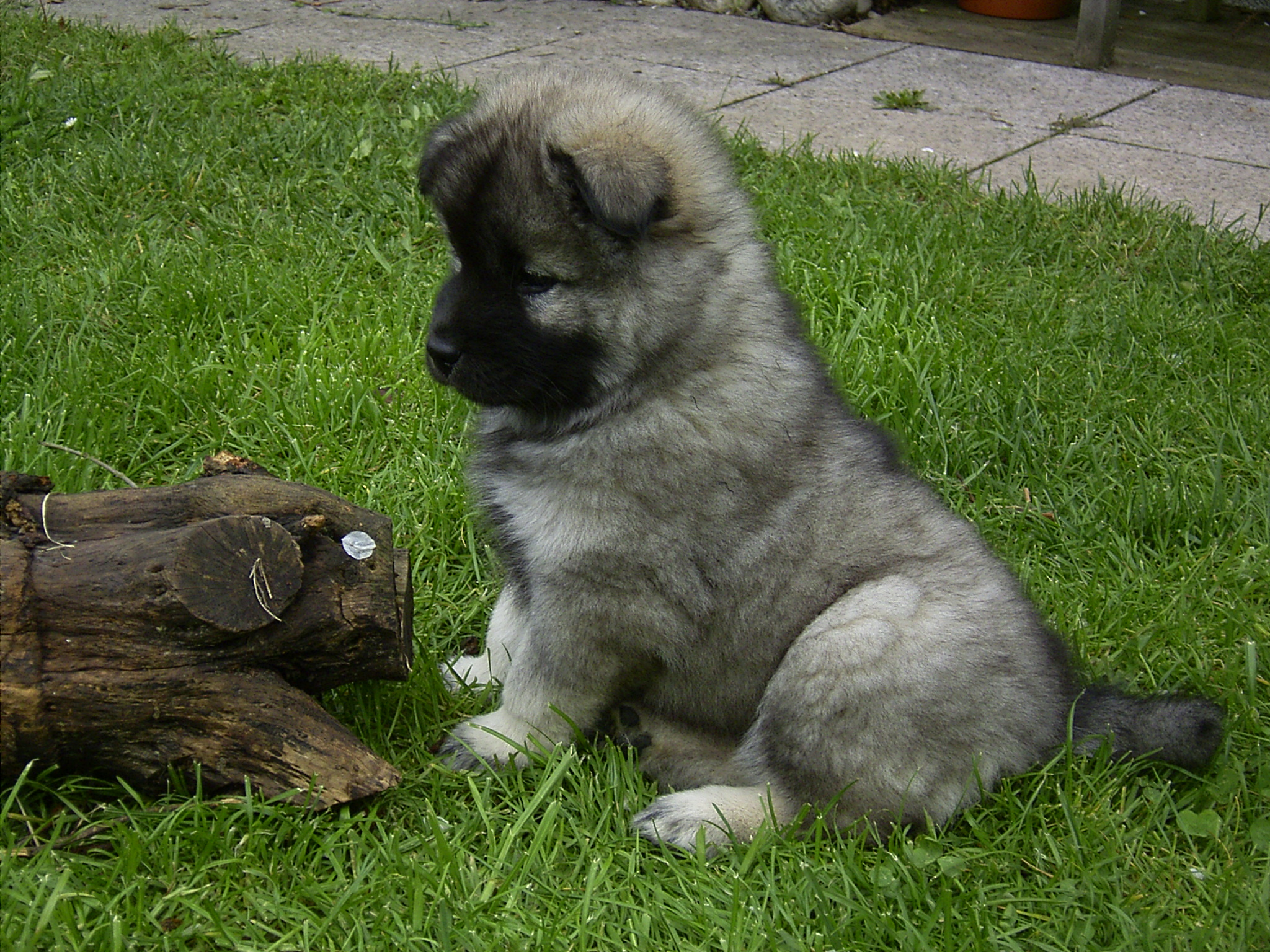